# Rosmolen (Schellebelle)
De Rosmolen of Rosmolen van Het Veir is een voormalige rosmolen in Schellebelle, in de Belgische gemeente Wichelen. Deze met paarden gedreven buitenrosmolen fungeerde als moutmolen. Hij bevindt zich achteraan op het perceel met adres Hoogstraat 6, aan het jaagpad van de Schelde.

## Geschiedenis
De Rosmolen lag bij een herberg met hoeve annex brouwerij nabij het Scheldeveer van Schellebelle. De hoeve werd al in 1658 vermeld. De huidige herberg werd in 1668 gebouwd en stond bekend als heirberghe De Paele. In 1788 werd de naam veirhuis gebruikt. De herberg werd in 1956 in gebruik genomen als parochiehuis.
De rosmolen werd in 1867 opgericht ten dienste van de brouwerij. In 1937 werd de brouwerij stilgelegd. De bedrijfsgebouwen werden verkocht en in plaats daarvan verrezen woningen. De rosmolen bleef gespaard en bevindt zich sindsdien in de achtertuin van huisnummer 6 en doet dienst als bergplaats en tuinhuis.

## Gebouw
Het betreft een laag, onregelmatig achtkantig gebouwtje. Het binnenwerk, en ook het looppad, is verdwenen en de zinken dakbedekking is vervangen door kunstleien. Het originele dakgebint is nog aanwezig. Twee molenstenen werden opgegraven en zijn nabij de rosmolen geplaatst.
- Inventaris van het Bouwkundig Erfgoed (Vlaanderen): 76157